# Adrapsa tapinostola
Adrapsa tapinostola är en fjärilsart som beskrevs av Turner 1933. Adrapsa tapinostola ingår i släktet Adrapsa och familjen nattflyn. Inga underarter finns listade i Catalogue of Life.